# Burg Upleward
Die Burg Upleward ist eine abgegangene Wasserburg. Sie stand in der Nordostecke des gleichnamigen Dorfes Upleward in der Krummhörn.

## Geschichte
Es ist unklar, wer die Burg errichtete. Vermutlich waren es Mitglieder des lokalen Häuptlingsgeschlechtes der Edelinge, die den Anstoß gaben. Sie werden erstmals im Jahre 1409 in Person des Hilmer Edelinga erwähnt. Er war um 1420 gemeinsam mit seinem Bruder Acko Besitzer der Burg. Der Enkel Hilmers, Ubbo Tidena (erwähnt 1469), heiratete Hebrich Beninga von Grimersum. Ihre Nachkommen trugen fortan den Beinamen Beninga. Nach dem Tod des letzten männlichen Nachkommen des Uplewarder Geschlechts, Tido Beninga, erbte Wilhelm zu Inn- und Knyphausen Burg und Herrschaft Upleward um 1600. Beide gelangten später in den Besitz der Freiherren von Bevervoerde. Im Jahre 1782 wurde die Burg schließlich abgebrochen. Heute ist von ihr nichts mehr erhalten.